# Словесные названия российского оружия/Ё
Словесные названия российского оружия
А
Б
В
Г
Д
Е
Ё
Ж
З
И
К
Л
М
Н
О
П
Р
С
Т
У
Ф
Х
Ц
Ч
Ш
Щ
Э
Ю
Я
- «Ёж» — перспективный морской ЗРК [SA-N-12 Grizzly или SA-N-7B Grizzly]
- «Ёлка» — самолёт-постановщик пассивных помех Ту-16П [Badger-F]
- «Ёрш» — ПЛ пр. 671 [Victor-I]
- «Ёрш» — установка для чистки канала орудийного ствола
- «Ёрш» — патрульный катер на воздушной каверне
- «Ёрш» — корабельный передатчик
- «Ёрш» — спасательный катер пр. 347М (03473) (авиадесантируемый)